# Internettroll

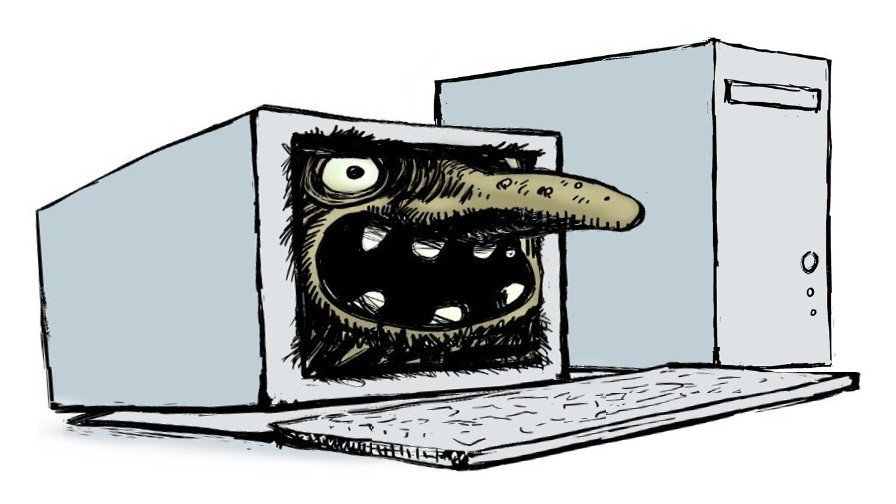
En karikatyr av ett internettroll.

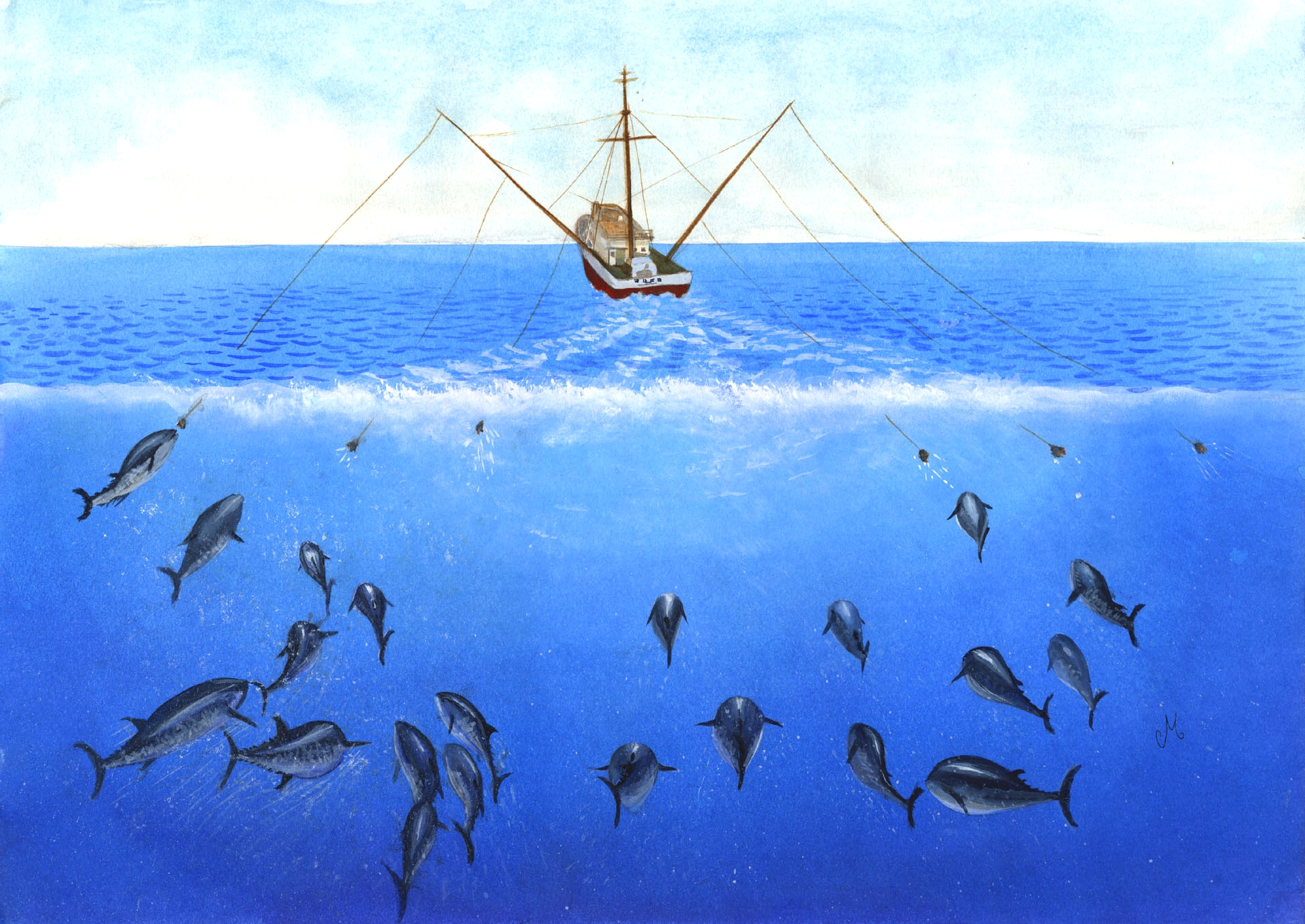
Dragrodd, på engelska: trolling

Internettroll eller nättroll, oftast bara kallade troll, är internetslang för personer som skriver på internetforum och liknande (ursprungligen på Usenet) i syfte att provocera fram känslomässiga svar, gräl, missförstånd eller utdragna ofruktbara diskussioner (flejmkrig) som inte leder någon vart. Beteendet involverar ofta inslag av bluff, lögn eller överdrifter och de som trollar gör det vanligen för nöjets skull snarare än av ilska. Ett annat syfte kan vara delegitimering genom att provocera fram en (från den "trollades" sida) icke önskvärd reaktion.
Nättroll har ofta likheter (men ska inte sammanblandas) med näthatare och nätmobbare, vars agenda är att förolämpa en person eller grupp snarare än att provocera fram en strid. Medan näthataren önskar skada för dess egen skull och möjligen motpartens tystnad, vill trollet tvärtom ha maximalt och minsta möjliga produktiva gensvar.
Ursprungligen innebar begreppet internettroll personer som uttalade osakliga eller provocerande kommentarer i internetforum för att se om någon reagerade, svalde betet, och blev upprörd. Med tiden har begreppet kommit att användas i en vidare bemärkelse, men trollen har alla den gemensamma nämnaren att deras drivkraft är att försöka påverka människor via internet och sociala medier. Troll kan numera vara allt från individer som söker uppmärksamhet eller personer som sprider ett budskap av övertygelse, men det kan även innefatta kriminella aktörer som vill sprida virus och skadlig programkod eller aktörer som professionellt ägnar sig åt att sprida lögner och skapa förvirring.

## Etymologi
Ursprungligen användes den engelska termen trolling på Internet (termen började först användas i usenet-gruppen alt.folklore.urban 1992) för fenomenet att vissa personer skrev avsiktliga så kallade "flamebaits": kontroversiella och skarpa uttalanden som inbjuder till likartade svar. Trolling är engelska för dragrodd, en fisketerm för att långsamt låta agnade krokar släpa efter båten. Personer som "trollade" drog så att säga ett blänkande drag med krokar tvärs igenom en grupp av diskuterande människor, i hopp om att någon skulle nappa. Begreppet this person is trolling our newsgroup (denna person fiskar i vår diskussionsgrupp), förkortades till this user is a troll (den här användaren är ett troll), vilket i sin tur associeras till trollen i sagor, som också sades kunna lura till sig, och till och med bergta människor. Ibland läser man att ordet skulle komma från trålfiske, men det torde vara en förväxling av de uttalsmässigt snarlika engelska fisketermerna trolling (dragrodd) och trawling (trålfiske). 
Att "trolla" på Internet innebär fortfarande att skriva inlägg som har syfte att åstadkomma en icke-konstruktiv respons från övriga.

## Trollbeteende
Inläggen som trollen skriver är vanligtvis provokativa, märkliga, irrelevanta och oseriösa. Trollens beteende och metoder kan till exempel vara att låtsas ha extrema åsikter av olika slag, att använda sig av tydligt ologiska argument och/eller otrevliga diskussionstekniker, såsom härskartekniker. Vidare är det vanligt att trollen gillar att sätta nedsättande etiketter på sina meningsmotståndare samt att komma med vaga uttalanden för att antyda en provokativ åsikt utan att behöva uttala den själv. Troll gillar falska källor för att framstå som trovärdiga och för att göra det svårt för andra att kontrollera de påståenden de kommer med, en teknik som ibland kallas för "Gish-galopp". Vidare gillar troll att byta fokus för att få sin meningsmotståndare att framstå som en hycklare.
Målet med trollbeteendet är att få övriga att tro att trollet menar allvar och känna sig tvungna att skriva svar. Troll är ofta anonyma eller använder sig av en påhittad identitet, och använder sig ibland också av separata användarkonton just för detta syfte. Det finns även vissa trollforum där det organiseras gemensamma trollattacker där flera personer riktar in sig på ett utvalt mål och skriver en stor mängd trollinlägg.
Ett bikinitroll är en form av internettroll med profilbild på en ung vacker tjej, som mjukt och lent uppmanar sina ”måltavlor” att omvärdera sina åsikter.

### Trollkultur
Trollkulturen växte fram i början av 2000-talet och kretsar kring internetforum, framförallt 4chan. Kulturen omfamnar trollbeteende och antisocialt beteende, pressar gränser och beter sig därmed extremt och rått. Kulturen är genomgående ironisk och identiteten är dubbelbottnad och karaktäriseras av både elitism och självförakt. Rörelser på internet som har anammat trollkultur är bland annat Anonymous och Alt-right som använder trollning som politiskt verktyg.

## Bemötande av troll

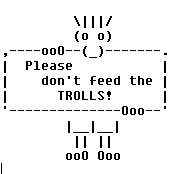
ASCII-konst som ofta användes på Usenet för att uppmana folk att inte svara på trollpostningar.

Oftast är det uppenbart när en användare skriver i syfte att provocera och söka konflikt, snarare än för att uttrycka ärligt menade åsikter. Ett gyllene talesätt är att det är "sak och inte person" som bör diskuteras i alla diskussionsforum. Så länge argument kan bemötas på ett sakligt och konstruktivt sätt uppstår oftast inga problem, även om det är ett troll som framför argumenten. Om trollet till exempel har för avsikt att provocera, bör man inte låta sig provoceras och därmed ge trollet den uppmärksamhet det vill ha. "Do not feed the troll" (Mata inte trollet) är ett i sammanhanget känt talesätt som i grund och botten innebär att man inte bör svara på ett trolls provokationer.
En annan utgångspunkt för att slippa dras med i trollning kan vara att lära sig känna igen en fejkprofil på sociala medier.
Det är viktigt att vara medveten om att det medför en risk i sig att dra alltför stora växlar på begreppet troll. Det händer att internetanvändare falskeligen anklagas för "trollande", trots att de har ett seriöst uppsåt med positiva förtecken. Användare kan exempelvis anklagas för att vara "troll" antingen som ett uppsåtligt retoriskt knep, eller som en följd av missförstånd. En person med åsikter som skiljer sig från majoritetens upplevs lätt av andra debattörer som provokativ, och kan i förlängningen komma att beskrivas som ett "troll", trots att en mer neutral genomlysning av diskussionen kanske visar att det egentligen inte alls ligger till på det sättet. En annan orsak till att en person felaktigt upplevs som "troll" kan vara att personens meddebattörer har en annan uppfattning om vart forumets debatt bör leda. Om någon part uppfattar att socialt umgänge är forumets huvudsakliga syfte, och en annan part istället ser exempelvis analytiskt resonemang för att nå logiska slutsatser som det primära syftet, kan de två parterna uppfatta varandra som troll utan att någon av dem egentligen alls bär internettrollets attribut. Man kan därmed konstatera vikten av att forumets arrangör/moderator tydligt förklarar vad som är diskussionens syfte, om det finns gränser för yttrandefriheten i forumet, och var de i så fall bör dras.